# Поджали, Мануэль
Мануэль Поджали (итал. Manuel Poggiali; род. 14 февраля 1983, Борго-Маджоре) — мотогонщик из Сан-Марино, чемпион мира в серии Мото гран-при 2001 года (класс 125cc) и 2003 года (класс 250cc). Завершил выступления в 2008 году. За свою карьеру он выиграл 12 гран-при в классах 125cc и 250cc, 11 раз стартовал с поула и 25 раз финишировал на подиуме. В течение карьеры у него были проблемы с мотивацией и настроем, что в конце концов привело к тому, что он завершил выступления в возрасте 25 лет.
Поджали начал выступления в мотогонках в классе Minibikes в 1994 году, в 1998 году впервые выступил в серии Гран-при. В том же году он выиграл чемпионат Италии по мотогонкам в классе 125cc. С 1999 года он выступал на Гран-при в классе 125cc на постоянной основе на марке Gilera. Впервые он завоевал место на подиуме в Ассене в 2000 году, а в 2001 году стал чемпионом мира. В 2002 году, оставшись в классе 125cc, он стал вторым, уступив лишь Арно Венсану, и семь раз поднявшись на подиум в восьми первых гонках сезона.
С 2003 года Поджали перешёл в следующую серию, 250cc, и сразу же стал чемпионом мира. До него это удавалось лишь двум мотогонщикам — Фредди Спенсеру и Тэцуя Хараде. В 2004 году он занял лишь девятое место, лишь трижды поднявшись на подиум. В 2005 году он вернулся в класс 125cc, но не добился там успеха, ни разу не поднявшись на подиум. В 2006 году он снова перешёл в класс 250cc и выступал там за команду KTM, но его контракт не был продлён на 2007 год. Хотя у Поджали были предложения от других команд, он решил сделать перерыв в выступлениях, надеясь получить лучшие предложения на 2008 год. В этом сезоне он начал выступления за Campetella Racing, но, разочаровавшись в результатах, в середине сезона объявил об уходе из мотогонок.
Мануэль Поджали также провёл несколько матчей за футбольный клуб из Сан-Марино «Пеннаросса»